# تیله (فرانسه)
تیله (فرانسه) (به فرانسوی: Tillé) یک کامین در فرانسه است که در Canton of Nivillers واقع شده‌است.

## خصوصیات
تیله ۱۴٫۸ کیلومترمربع مساحت و ۱٬۰۷۴ نفر جمعیت دارد و ۱۱۲ متر بالاتر از سطح دریا واقع شده‌است.